# ネットウエブ
株式会社ネットウエブ（英称：NET WEB）は、株式会社ファブコミュニケーションズの関連会社で、主にテレビ番組・ラジオ番組や映像コンテンツとイベントなどで企画する制作プロダクションである。

## 概要
オフィス・トゥー・ワンに所属していた江幡泰太と奥津啓治、その他スタッフメンバーを結集し設立された。
吉本興業と関係が深い。

## 所属スタッフ
プロデューサー
- 辻村たろう
- 舘寿永
- 山田剛寛
- 中塚大悟
- 大野勝彦
- 石田直央

ディレクター
- 原田浩司
- 大坂倫代
- 佐藤裕司
- 一場孝夫
- 笹村啓太
- 高澤慶一
- 山村勇介
- 斉藤慎一郎
- 川向涼子

アシスタントプロデューサー
- 中沢香織
- 木下麗
- 徳永勝也
- 斉藤恵実

他　数名が所属

## 主な制作実績

### テレビ番組
（凡例）太字：現在放映中また継続中（特番の場合）の番組・これから放映される番組。

## 関連会社
- 株式会社ファブコミュニケーションズ
- エーモーション・エンタテインメント